# Calyptomyrmex claviseta
Calyptomyrmex claviseta är en myrart som först beskrevs av Santschi 1914.  Calyptomyrmex claviseta ingår i släktet Calyptomyrmex och familjen myror. Inga underarter finns listade.